# Bakerön

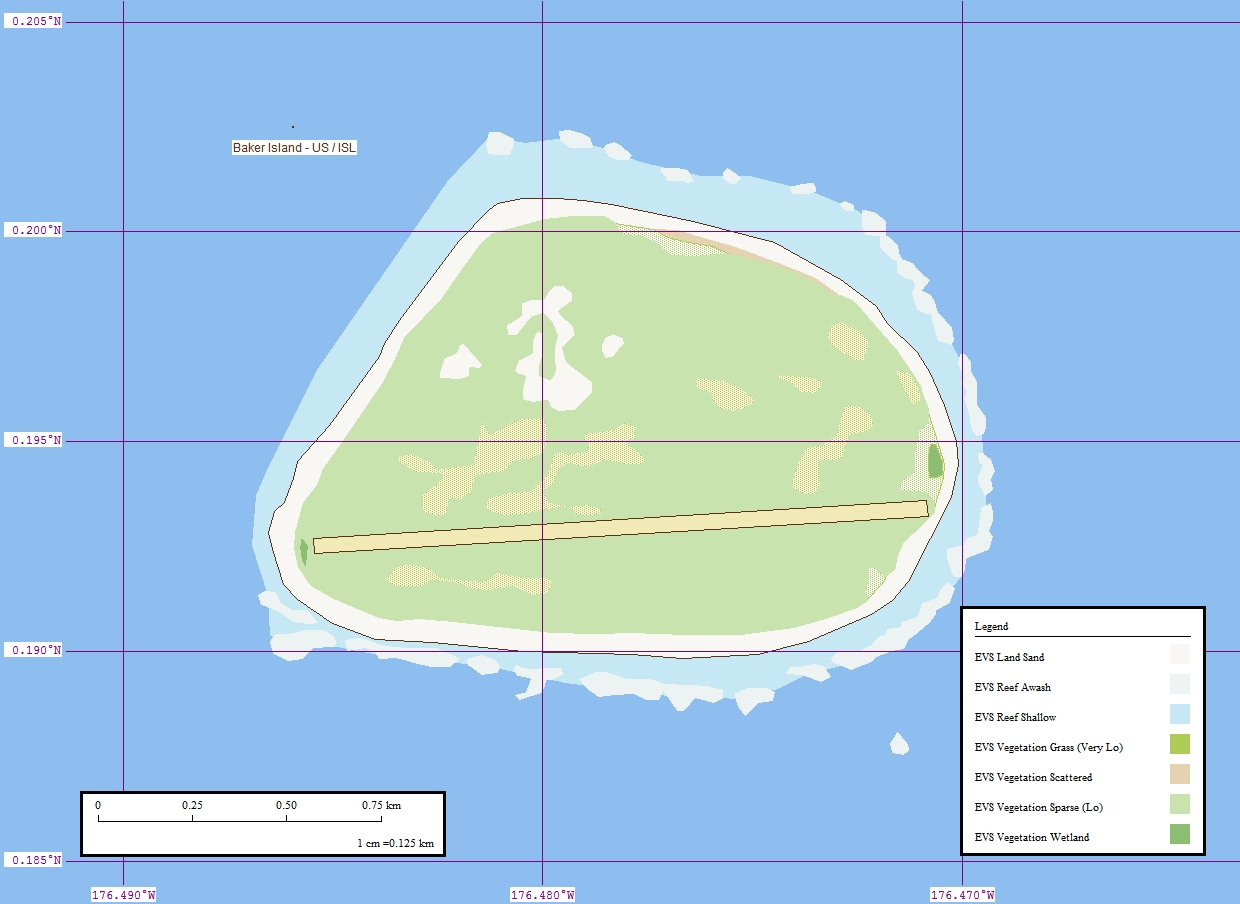
Karta över Bakerön

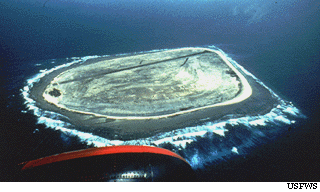
Bakerön

Bakerön (engelska Baker Island Territory) är ett område inom Förenta staternas mindre öar i Oceanien och Västindien och har tillhört USA sedan 16 augusti 1857 utan att vara en införlivad del av hemlandet. Ön brukar nämnas tillsammans med Howlandön som Baker-Howland-öarna då de endast ligger ca 100 km ifrån varandra.

## Geografi
Ön är en korallö i centrala Stilla havet och har en area av 1,6 km² (motsvarar 1/4 del av ön Ven) och den högsta höjden ligger på endast 7 m.ö.h.. Ön täcks till största delen av sand och låg vegetation och saknar helt sötvattenkällor. Den är obebodd och förvaltas direkt från USA genom U.S. Fish and Wildlife Service inom U.S. Department of the Interior och området är numera ett naturskyddsområde.

## Historia
Ön upptäcktes 1832 av kapten Michael Baker, USA.